# Štajngrova
Štajngrova is een plaats in Slovenië en maakt deel uit van de gemeente Benedikt in de NUTS-3-regio Podravska. De plaats telde 234 inwoners op 1 januari 2020.